# Sergio Markarián
Sergio Apraaham Markarián Abrahamián (Montevideo, 1 de noviembre de 1944) es un exentrenador de fútbol uruguayo de origen armenio.

## Biografía
Sergio Markarián nació el 1 de noviembre de 1944 en Montevideo, Uruguay en una familia de ascendencia armenia. De niño se trasladó a Argentina viviendo allí entre los 7 y los 18 años. Jugaba como lateral derecho o como centrocampista. Llegó a jugar en las divisiones menores del Club Atlético Lanús, pero abandonó la práctica del fútbol a los 17 años, justo antes de convertirse en profesional. Luego de estudiar, consiguió el puesto de Gerente de Producción en una empresa distribuidora de combustible en Uruguay. En 1975 egresó del Curso de Entrenadores del Instituto Superior de Educación Física de Uruguay.

## Carrera profesional
Comenzó su carrera profesional en 1976 dirigiendo al Bella Vista con el que obtuvo el título de la Segunda División de Uruguay, a partir de allí prosiguió una extensa carrera en diversos países (Uruguay, Paraguay, Perú, Grecia, México y Chile) logrando once campeonatos nacionales, siete subcampeonatos, un campeonato de América a nivel de selección, quinto puesto en los Juegos Olímpicos de Barcelona 1992, semifinalista y finalista en la Copa Libertadores de América, entre otros.
A lo largo de su carrera ha recibido numerosas distinciones como la del entrenador del año en el Perú (1993, 1996 y 1997), en Paraguay (1991 y 2000), en Grecia (2003). En el año 2000 fue considerado por la Federación Internacional de Historia y Estadística de Fútbol (IFFHS) como uno de los diez mejores seleccionadores nacionales del mundo. Ocupa la posición 83 en el ranking de los mejores entrenadores del mundo desde 1996 hasta el año 2010 (por votación mundial anual), siendo el técnico uruguayo más destacado en ese ranking histórico.
Es hermano de Roberto Markarián.

## Trayectoria
En 1976 comenzó su carrera profesional como director técnico del Club Atlético Bella Vista de Uruguay, haciéndose cargo de las divisiones menores, con las cuales salió campeón en dos oportunidades, por lo que se le ofreció el cargo de técnico del primer equipo, con el que obtuvo el título de la Segunda División Profesional de Uruguay y el ascenso a la máxima categoría. Ya en primera división, con Bella Vista, consiguió el campeonato del «Torneo de Receso Año Internacional Del Niño», derrotando en la final al Club Atlético Peñarol. Posteriormente dirigió a Danubio F. C. en 1980, pasando luego en 1981 a dirigir a River Plate, logrando la clasificación a la Liguilla Pre-Libertadores de América venciendo a Nacional y a Peñarol en un lapso de cinco días.
Ese mismo año debutó en la primera división Carlos Alberto Aguilera, bajo la conducción de Markarián. En 1982 volvió a dirigir al Danubio. Bajo su conducción, debutó ese año otro destacado futbolista uruguayo, Rubén Sosa. En el año 1983 llegó a Paraguay, contratado por el Club Olimpia. Tomando el equipo rezagado en la tabla de posiciones, salió campeón de la primera división. En Paraguay, logró siete campeonatos a nivel nacional, tres subcampeonatos, fue semifinalista de la Copa Libertadores de América con Olimpia y disputó tres veces los cuartos del final del torneo continental con tres clubes diferentes (Sol de América, Cerro Porteño y Club Libertad). Esta serie de éxitos, lo llevaron a ser nombrado director técnico de la selección de Paraguay Sub-23, obteniendo el título del Preolímpico Sudamericano disputado en Paraguay, que le otorgó por primera vez a la selección paraguaya un cupo para participar en el Torneo de Fútbol de los JJOO de Barcelona 1992 donde finalizaron en el quinto puesto.
En 1993 se hizo cargo nuevamente de River Plate de Uruguay por un período corto de tres meses. Entre 1993 y 1997 dirigió a los clubes peruanos Universitario de Deportes y Sporting Cristal, conquistando un título nacional con cada uno de ellos, además logró el subcampeonato de la Copa Libertadores 1997 con el Sporting Cristal. En 1998, viajó a Europa para dirigir al Ionikos F. C. de Grecia, ubicándose en la quinta posición de la Super Liga de Grecia en la temporada 1998-99 y clasificando a la Copa de la UEFA 1999-00. Entre 1999 y 2002 fue nombrado nuevamente técnico de la selección paraguaya, esta vez para dirigir a la selección absoluta con la cual consiguió la clasificación a la Copa Mundial de 2002. En ese período, la selección paraguaya llegó a colocarse entre las ocho mejores seleccionados del mundo en la clasificación mundial de la FIFA.
Luego retornó a Grecia, como técnico del Panathinaikos F. C., con el que obtuvo el subcampeonato de la liga. En una histórica campaña llegó a los cuartos de final de la Copa de la UEFA 2002-03, eliminándose en Atenas con el equipo que sería consagrado campeón del torneo, el FC Oporto de José Mourinho. En el encuentro de ida, en el Estádio das Antas en Oporto, el Panathinaikos cortó una larga racha de partidos invicto del equipo local, ganando 1-0, con gol de Emmanuel Olisadebe. Aquella plantilla del Panathinaikos contaba con algunos futbolistas de la selección griega que posteriormente resultó campeona de la Eurocopa 2004 (Georgios Seitaridis, Angelos Basinas, Konstantinos Chalkias, Yannis Goumas, Dimitrios Papadopoulos).
Luego de un breve paso por el Iraklis F. C., en 2005 fue contratado por el Club Libertad de Paraguay llegando hasta los cuartos de final de la Copa Libertadores 2007, donde fueron eliminados por Boca Juniors que finalmente se alzaría con el título. Entre los años 2007 y 2008 estuvo al frente del Cruz Azul de México, llegando a la final de la Liga Mexicana, instancia a cuál hacía nueve años que la institución no accedía. Con Cruz Azul fue tres veces finalista (Liguilla, Liga, y Copa Panamericana). Ganó la Copa Panamericana 2007, jugando la final del torneo contra Boca Juniors de Argentina. Luego de dirigir a la Universidad de Chile durante un semestre, renunció a la institución justificando no sentirse bien porque según él, los árbitros lo perjudicaban constantemente. Sin embargo, logró el campeonato del Torneo Apertura 2009 de Chile luego de cinco años sin que la institución lograra un título.
En el año 2010 tuvo un breve pasó de tres meses por Danubio. El 23 de julio de 2010, regresó al Perú luego de trece años para hacerse cargo de la selección peruana para la Copa América 2011 (donde obtuvo un meritorio tercer lugar) y las eliminatorias para la Copa Mundial de 2014 (eliminado a dos fechas del final). Consumada la eliminación, Markarián confirmó que dejaría la selección después del último partido ante Bolivia, arrojando un balance estadístico de 45 partidos dirigidos, 17 victorias, 14 empates y 14 derrotas (48,14 % de rendimiento). El 12 de febrero de 2015, la Federación Helénica de Fútbol, designó a Sergio Markarián como su flamante entrenador, reemplazando a Claudio Ranieri. Sin embargo, dimitió cinco meses después de su nombramiento.

## Clubes y selecciones
| Club/Selección               | País     | Año       |
| ---------------------------- | -------- | --------- |
| Bella Vista                  | Uruguay  | 1976-1979 |
| Danubio                      | Uruguay  | 1980      |
| River Plate                  | Uruguay  | 1981      |
| Danubio                      | Uruguay  | 1982      |
| Club Olimpia                 | Paraguay | 1983      |
| Club Libertad                | Paraguay | 1984      |
| Club Olimpia                 | Paraguay | 1985-1986 |
| Nacional                     | Uruguay  | 1987      |
| Sol de América               | Paraguay | 1987-1989 |
| Cerro Porteño                | Paraguay | 1990-1991 |
| Selección de Paraguay Sub-23 | Paraguay | 1992-1993 |
| Selección de Paraguay        | Paraguay | 1993      |
| Universitario de Deportes    | Perú     | 1993-1994 |
| Universitario de Deportes    | Perú     | 1995-1996 |
| Sporting Cristal             | Perú     | 1996-1997 |
| Ionikos F. C.                | Grecia   | 1998-1999 |
| Selección de Paraguay        | Paraguay | 1999-2001 |
| Panathinaikos F. C.          | Grecia   | 2002-2003 |
| Iraklis F. C.                | Grecia   | 2004-2005 |
| Club Libertad                | Paraguay | 2005-2007 |
| Cruz Azul                    | México   | 2007-2008 |
| Universidad de Chile         | Chile    | 2009      |
| Danubio                      | Uruguay  | 2010      |
| Selección del Perú           | Perú     | 2010-2013 |
| Selección de Grecia          | Grecia   | 2015      |

### Participaciones en Copas del Mundo
|                       | Mundial              | Sede                  | Resultado        | PJ | G | E | P |
| --------------------- | -------------------- | --------------------- | ---------------- | -- | - | - | - |
| Selección de Paraguay | Copa Mundial de 2002 | Japón y Corea del Sur | Octavos de final | 4  | 1 | 1 | 2 |

### Participaciones en Copas América
|                    | Copa              | Sede      | Resultado    | PJ | G | E | P |
| ------------------ | ----------------- | --------- | ------------ | -- | - | - | - |
| Selección del Perú | Copa América 2011 | Argentina | Tercer lugar | 6  | 3 | 1 | 2 |

## Palmarés

### Campeonatos nacionales
| Título                       | Club                      | País     | Año  |
| ---------------------------- | ------------------------- | -------- | ---- |
| Segunda División de Uruguay  | Bella Vista               | Uruguay  | 1976 |
| Primera División de Paraguay | Club Olimpia              | Paraguay | 1983 |
| Primera División de Paraguay | Cerro Porteño             | Paraguay | 1990 |
| Torneo República             | Cerro Porteño             | Paraguay | 1991 |
| Primera División del Perú    | Universitario de Deportes | Perú     | 1993 |
| Primera División del Perú    | Sporting Cristal          | Perú     | 1996 |
| Torneo Apertura              | Universidad de Chile      | Chile    | 2009 |

### Copas internacionales
| Título                          | Selección             | País     | Año  |
| ------------------------------- | --------------------- | -------- | ---- |
| Preolímpico Sudamericano Sub-23 | Selección de Paraguay | Paraguay | 1992 |